# Marta Hoepffner
Marta Hoepffner (Pirmasens, 4 gennaio 1912 – Lindenberg im Allgäu, 3 aprile 2000) è stata una fotografa tedesca esponente della avanguardia del secondo dopoguerra.

## Biografia
Nel 1927 la sua famiglia si trasferì a Francoforte e ciò le permise di frequentare dal 1929  al 1933 la “Academia Städel “ di Francoforte sotto la guida di Willi Baumeister (1889-1955), un pittore tedesco di Stoccarda messo al bando dal nazismo le cui opere erano classificate come “arte degenerata”  e che perciò dovette lasciare l’insegnamento nel 1933.
La produzione, di orientamento astratto, di Marta Hoepffner dal 1937 al 1940 stabilisce una relazione di continuità tra la fotografia sperimentale del primo dopoguerra e quella del secondo dopo guerra, iniziatasi nel 1945 dopo la caduta del regime nazista in Germania. Un esempio è il suo “Autoritratto allo specchio” del 1941 che in un solo fotogramma offre tre punti di vista del viso dell’artista di cui una è data dal quadro sulla parete nello sfondo.
Negli anni ’40 del novecento trasferì il suo studio fotografico da Francoforte a Hofheim_am_Taunus in via Borngasse
Nel secondo dopoguerra le sue fotografie dedicate ad artisti come ad esempio Strawinsky, Manuel de Falla e Kandinsky stabiliscono sempre più un nesso culturale con il “Modernismo classico”  tanto inviso all’ex-regime nazista.
La produzione di “nature morte” in bianco e nero dai forti contrasti erano ispirate all’arte del suo antico maestro Willi Baumeister deceduto nel 1955.
Marta Hoepffner morì a Lindenberg im Allgäu il 3 aprile 2000.